# 테슬라 (영화)
《테슬라》(영어: Tesla)는 2020년 개봉한 미국의 전기 드라마 영화로, 과학자 겸 발명가 니콜라 테슬라를 소재로 한 작품이다. 마이클 알메레이다가 감독과 각본을 맡았다. 2020 선댄스 영화제에서 전 세계 최초로 공개되었다.

## 출연진
- 에단 호크 - 니콜라 테슬라 역
- 카일 매클라클런 - 토머스 에디슨 역
- 이브 휴슨 - 앤 모건 역
- 짐 개피건 - 조지 웨스팅하우스 역
- 루시 월터스 - 캐서린 존슨 역
- 조쉬 해밀턴 - 로버트 언더우드 존슨 역
- 에본 모스-바크라크 - 아니탈 시게티 역
- 한나 그로스 - 미나 에디슨 역
- 제임스 얼바니악 - 앤서니 교수 역
- 도니 케샤워즈 - J.P 모건 역
- 루나 요키츠 - 마차크 역
- 댄 비트너 - 프레드 오트 역